# Göllü
Göllü (Koerdisch: Golî), sinds 2009 Göllü Bucak Merkezi Köyü geheten, is een dorp in het Turks district Kırşehir in de provincie Kırşehir. Het dorp ligt ongeveer op 40 km afstand van de stad Kırşehir.

## Bevolking
In het dorp wonen vooral etnische Koerden. In de 21e eeuw leeft slechts een klein deel van de oorspronkelijke bevolking nog permanent in het dorp; de rest van de bevolking is geëmigreerd naar West-Europa of naar grotere Turkse steden, waaronder Ankara. 
| Jaar | Totaal | Mannen | Vrouwen |
| ---- | ------ | ------ | ------- |
| 2020 | 97     | 48     | 49      |
| 2013 | 104    | 51     | 53      |
| 2007 | 110    | 54     | 56      |
| 2000 | 153    |        |         |